# Provident Music Group
Provident Music Group é uma divisão da Sony Music Entertainment focado principalmente para a música cristã. Com sede em Franklin, Tennessee. O grupo é responsável pela distribuição física através da Provident-Integrity Distribution.

## Provident Label Group
Rótulos Atuais
- Essential Records
- Flicker Records
- Reunion Records
  - Beach Street Records

Rótulos Antigos
- Brentwood Records
- Benson Music Group
  - Diadem Music Group
  - Benson Records
- Provident Special Markets

## Artistas da Provident
- Annie Moses Band
- Brandon Heath
- Brooke Barrettsmith
- Casting Crowns
- Fireflight
- Glory Revealed II
- Jars of Clay
- John Waller
- Krystal Meyers
- Leeland
- Matt Maher
- Michael W. Smith
- Nevertheless
- Phil Stacey
- Pillar
- RED
- Revive
- Tal & Acacia
- Tenth Avenue North
- Third Day